# Фейрмаунт Тауншип (округ Лузерн, Пенсільванія)
Фейрмаунт Тауншип (англ. Fairmount Township) — селище (англ. township) в США, в окрузі Лузерн штату Пенсільванія. Населення — 1210 осіб (2020).

## Демографія
Згідно з переписом 2010 року, у селищі мешкало 1276 осіб у 512 домогосподарствах у складі 371 родини. Було 616 помешкань
Расовий склад населення:
| - 98,2 % — білих - 0,2 % — корінних американців - 0,2 % — чорних або афроамериканців - 0,1 % — азіатів |

До двох чи більше рас належало 0,5 %. Частка іспаномовних становила 2,8 % від усіх жителів.
За віковим діапазоном населення розподілялося таким чином: 21,4 % — особи молодші 18 років, 62,4 % — особи у віці 18—64 років, 16,2 % — особи у віці 65 років та старші. Медіана віку мешканця становила 43,0 року. На 100 осіб жіночої статі у селищі припадало 104,2 чоловіків;  на 100 жінок у віці від 18 років та старших — 107,2 чоловіків також старших 18 років.
Середній дохід на одне домашнє господарство  становив 67 836 доларів США (медіана — 63 889), а середній дохід на одну сім'ю — 74 788 доларів (медіана — 67 321). Медіана доходів становила 41 731 долар для чоловіків та 35 000 доларів для жінок. За межею бідності перебувало 13,4 % осіб, у тому числі 13,7 % дітей у віці до 18 років та 6,1 % осіб у віці 65 років та старших.
Цивільне працевлаштоване населення становило 644 особи. Основні галузі зайнятості: освіта, охорона здоров'я та соціальна допомога — 25,9 %, будівництво — 19,4 %, виробництво — 10,6 %, роздрібна торгівля — 10,2 %.